# Emil Manzau
Emil Otto Franz Manzau (* 25. August 1892 in Gilge, Ostpreußen; † vor 1956) war ein deutscher Landschafts-, Stillleben-, Porträt- und Figurenmaler.

## Leben
Manzau war Schüler von Richard Pfeiffer an der Kunstakademie Königsberg. Am 25. Oktober 1917 schrieb er sich im Fach Malerei an der Königlichen Akademie der Bildenden Künste in München ein. Dort war er Schüler von Adolf Hengeler. Außerdem wurde er Schüler von Carl Ederer in Düsseldorf. Als Maler war er in Königsberg tätig. Nach dem Zweiten Weltkrieg wirkte er als Lehrer in Stuttgart-Untertürkheim.